# Harry Potter e i Doni della Morte - Parte 1 (videogioco)
Harry Potter e i Doni della Morte - Parte 1 è un videogioco sviluppato da EA Bright Light Studio e pubblicato da Electronic Arts per PlayStation 3, Xbox 360, Microsoft Windows, Nintendo Wii e Nintendo DS, ispirato all'omonimo film. Il gioco è stato distribuito il 16 novembre 2010 negli Stati Uniti e il 19 novembre 2010 in Europa.

## Trama
Dopo l'omicidio di Silente da parte di Piton, Harry, Hermione e Ron decidono di abbandonare Hogwarts per cercare i restanti Horcrux e distruggerli, così da uccidere Voldemort una volta tornato mortale.

## Modalità di gioco
Il gameplay di Harry Potter e i Doni della Morte – Parte 1 è diverso dai giochi precedenti dopo che gli sviluppatori hanno deciso che era necessaria una nuova direzione per adattarsi al suo crescente pubblico adulto.  Il giocatore controlla il personaggio di Harry Potter da una telecamera in terza persona sopra le spalle, e si gioca nello stile di uno sparatutto in terza persona .  Il gioco I Doni della Morte – Parte 1 include un sistema di progressione in cui Harry guadagna esperienza e può potenziare i suoi incantesimi. 
Il combattimento in Deathly Hallows Part 1 prevede la pressione di pulsanti o tasti della tastiera o clic del mouse per lanciare incantesimi. Il giocatore è in grado di cambiare gli incantesimi selezionando la ruota degli incantesimi. Gli incantesimi hanno anche un effetto sui nemici e sull'ambiente. I colpi alla testa sono anche una caratteristica del gioco con il giocatore che può controllare Harry per mirare un incantesimo alla testa del suo avversario.  Parte delle sequenze di combattimento coinvolge il sistema di copertura in cui il giocatore si nasconde dietro un ostacolo, finché non viene distrutto, per evitare di ricevere danni dal suo avversario. 
Durante il gioco il giocatore può raccogliere oggetti magici e pozioni. 

## Sviluppo
L'8 febbraio 2010, Electronic Arts annuncia nella sua formazione il settimo capitolo di Harry Potter. Il 1º giugno 2010, Electronic Arts e la Warner Bros. Interactive Entertainment annunciano ufficialmente Harry Potter e i Doni della Morte: Parte I e che sarà distribuito in autunno 2010 insieme all'uscita del film. Il capo della produzione di EA Bright Light Studio, Jonathan Bunney, ha dichiarato:
“L'avventura finale di Harry Potter ci ha dato l'opportunità di creare un gioco più cupo e più orientato all'azione di quanto avessimo mai fatto in precedenza. Siamo convinti che il gioco in fase di sviluppo sia un titolo che la generazione di videogiocatori di console HD gradirà ed apprezzerà. Abbiamo sviluppato nuove tecnologie appositamente per permetterci di dimostrare che la magia rappresenta una forza straordinariamente potente e, in questo gioco, i giocatori dovranno usare tutte le loro abilità se vorranno sopravvivere.”
Il 3 giugno 2010, è stato distribuito un video del gioco in cui è possibile vedere delle sequenze di gameplay.
Il direttore creativo, Matt Birch, ha confermato che il gioco ha disposizione un nuovo motore grafico specificatamente per sfruttare la tecnologia delle console HD e assicurerà grafiche ad alta definizione ed un intenso gameplay nei combattimenti. Inoltre, il gioco è attualmente in sviluppo per PlayStation 3, Xbox 360, Microsoft Windows, Nintendo Wii, Nintendo DS e Mobile.

## Accoglienza
La rivista Play Generation diede alla versione per PlayStation 3 un punteggio di 53/100, apprezzando il comparto tecnico passabile ed il buon doppiaggio italiano (seppure quest'ultimo non presentasse le voci originali del film) e come contro la struttura semplice e ripetitiva, le meccaniche terribili ed alcune fasi frustranti, finendo per trovarlo un titolo pensato male e realizzato peggio. Il gioco ha ricevuto recensioni negative a causa del gameplay, l'eccessiva ripetività degli scontri e del sentire Harry gridare Stupeficium! mentre usa un incantesimo e la struttura troppo basica.